# Agama-de-cauda-espinhosa
O Agama-de-cauda-espinhosa (Agama caudospinosa) é uma espécie de lagarto da família Agamidae. Pode ser encontrado no Quénia e na Tanzânia.
Quando a comida escasseia,consegue sobreviver até aproximadamente um mês, graças à gordura armazenada na sua cauda[carece de fontes?].
Caso seja ameaçado pelos seus inimigos corre para a toca deixando espetada de fora a cauda afiada e escamosa[carece de fontes?].